# Cheilosia mupinensis
Cheilosia mupinensis är en tvåvingeart som beskrevs av Barkalov 1999. Cheilosia mupinensis ingår i släktet örtblomflugor, och familjen blomflugor.
Artens utbredningsområde är Sichuan (Kina). Inga underarter finns listade i Catalogue of Life.